# Tomoko Namba

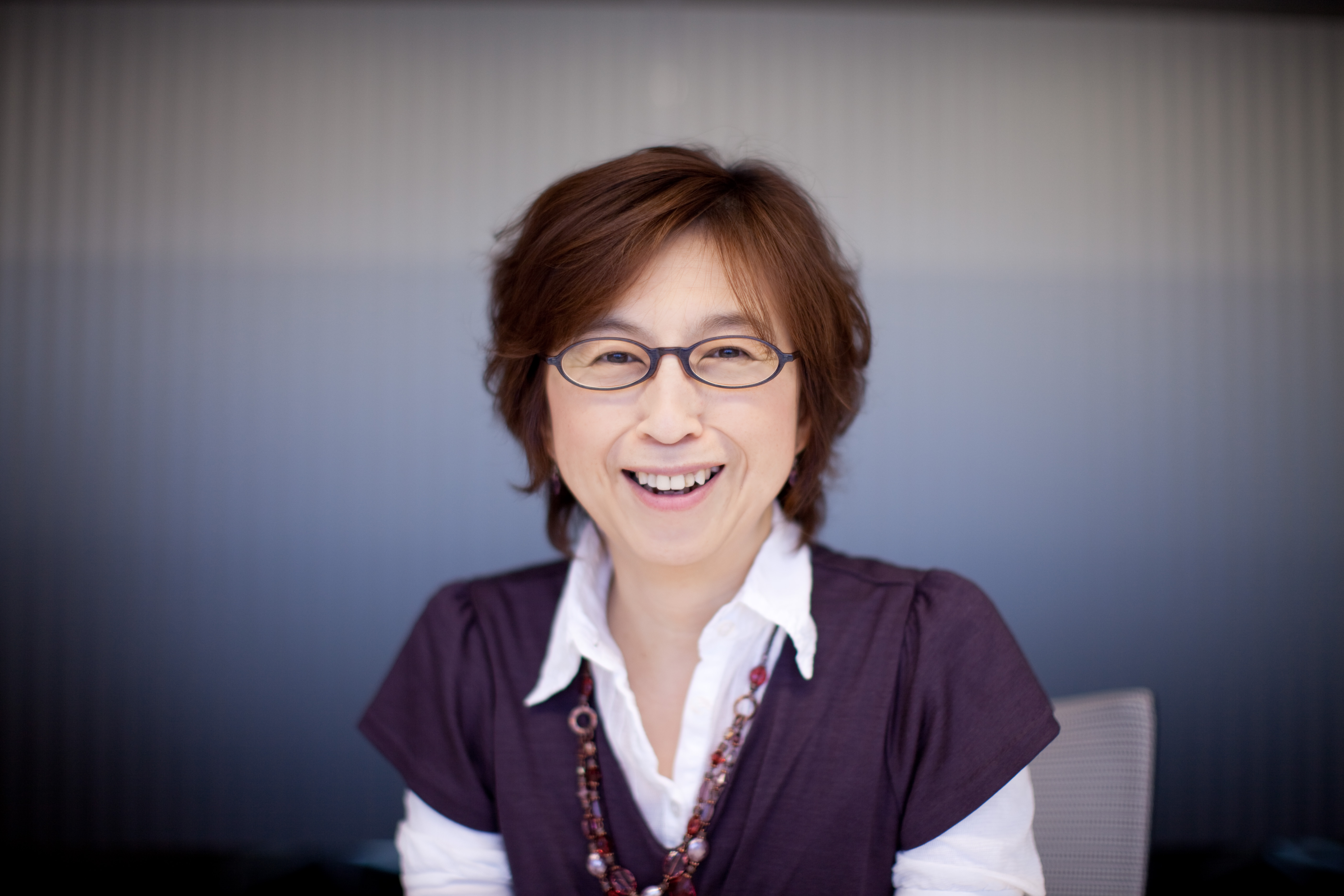
Tomoko Namba (2009)

Tomoko Namba (jap. 南場 智子, Namba Tomoko, * 21. April 1962 in Niigata, Präfektur Niigata) ist eine japanische Unternehmerin und die ehemalige Geschäftsführerin von DeNA. Sie ist zudem seit 2015 die erste Inhaberin des Baseballteams Yokohama DeNA BayStars und eine der stellvertretenden Vorsitzenden der Japan Business Federation.

## Karriere
Im Jahr 1999 gründete sie die Firma DeNA, die für ihre Videospiele wie Super Mario Run und Social-Media-Apps bekannt sind. 2011 wechselte sie dann von der Geschäftsführerin zur Executive Chairman, um sich mehr ihrer Familie und ihrem persönlichen Leben zu widmen. 2021 wurde sie als stellvertretende Vorsitzende der Japan Business Federation einberufen und war somit die erste Frau, die dieses Amt in der 75-jährigen Geschichte der Organisation bekleidet. Von Amts wegen vertritt sie die Interessen der Großunternehmer gegenüber der japanischen Regierung.

## Bildung
1990 erwarb Namba einen Master of Business Administration (MBA) an der Harvard Business School und war die dritte Japanerin, die Partnerin von McKinsey & Co. wurde. Sie startete DeNA, nachdem sie während ihrer Tätigkeit als Beraterin bei McKinsey an einem Beratungsauftrag für Sonys So-net gearbeitet hat.